# Jeune Europe
La Jeune Europe (Giovane Europa) fu un movimento euronazionalista e neofascista fondato in Belgio nel 1962 da Jean Thiriart. Riviste del movimento sono state Nouvelle Europe e La nation européenne.

## Storia
Il movimento fu fondato nel 1962 all'indomani della guerra d'Indipendenza d'Algeria, da ex militanti dell'Organisation armée secrète (OAS) e del Mouvement d'Action Civique che si opponeva alla decolonizzazione del Congo belga. La Jeune Europe traeva ispirazione anche dai neo-nazisti spagnoli del Círculo Español de Amigos de Europa (CEDADE). 
Si trattava di un precursore del nazionalismo rivoluzionario europeo: è stato uno dei primi movimenti a opporre il concetto di nazione-Europa allo Stato-nazione difeso dai nazionalisti. 
I militanti della Jeune Europe chiedevano lo scioglimento simultaneo del patto atlantico e di quello di Varsavia, allo scopo di unire il continente europeo in unica grande nazione, in modo che gli Stati europei non fossero più pressati tra gli Stati Uniti d'America e l'Unione Sovietica.
Adottarono come simbolo la croce celtica. La Jeune Europe considerava obsoleta l'ideologia nazista, relegandone i postulati razzisti a un secondo piano. 

I firmatari della conferenza di Venezia, 1962

L'influenza del gruppo crebbe notevolmente nel tempo aprendo filiali in undici Stati, tra i quali Francia, Italia e Spagna. Inoltre partecipò alla Conferenza di Venezia del 1962, dove fu fondato il National Party of Europe, aggregazione di tutti i partiti europei di estrema destra. Vi presero parte insieme con lo Union Movement di Oswald Mosley (successore della British Union of Fascists), Otto Strasser (già membro del Partito Nazionalsocialista tedesco) e altri. 
Il movimento ha mostrato aperta ostilità verso Stati Uniti e simpatia per molti movimenti di liberazione nazionale (OLP, Black Panthers, Vietcong, e così via). Uno dei suoi membri, Roger Coudroy, che si era arruolato nella resistenza palestinese, è stato il primo europeo a morire in una battaglia tra essa e l'esercito israeliano.
Verso la fine degli anni sessanta, sotto l'influenza di Thiriart, il movimento ha cominciato a muoversi verso una riconciliazione strategica con il comunismo, cercando di comprendere l'Unione Sovietica nell'Europa unita.
Nel 1964, il movimento ha preso parte alle elezioni comunali di Bruxelles.

## Aderenti
Tra i militanti più noti si possono annoverare il saggista Claudio Mutti, Claudio Orsi, implicato nel 1969 nel processo per la strage di piazza Fontana (nell'ambito della quale fu poi in seguito prosciolto da tutte le accuse) e Mario Borghezio, ex-deputato e ex-europarlamentare della Lega Nord. 
Fra gli iscritti si annovera anche Franco Cardini.